# Oliver Steinke
Oliver Steinke (* 1969 in Kaufbeuren, Allgäu) ist deutscher Schriftsteller und Autor.  

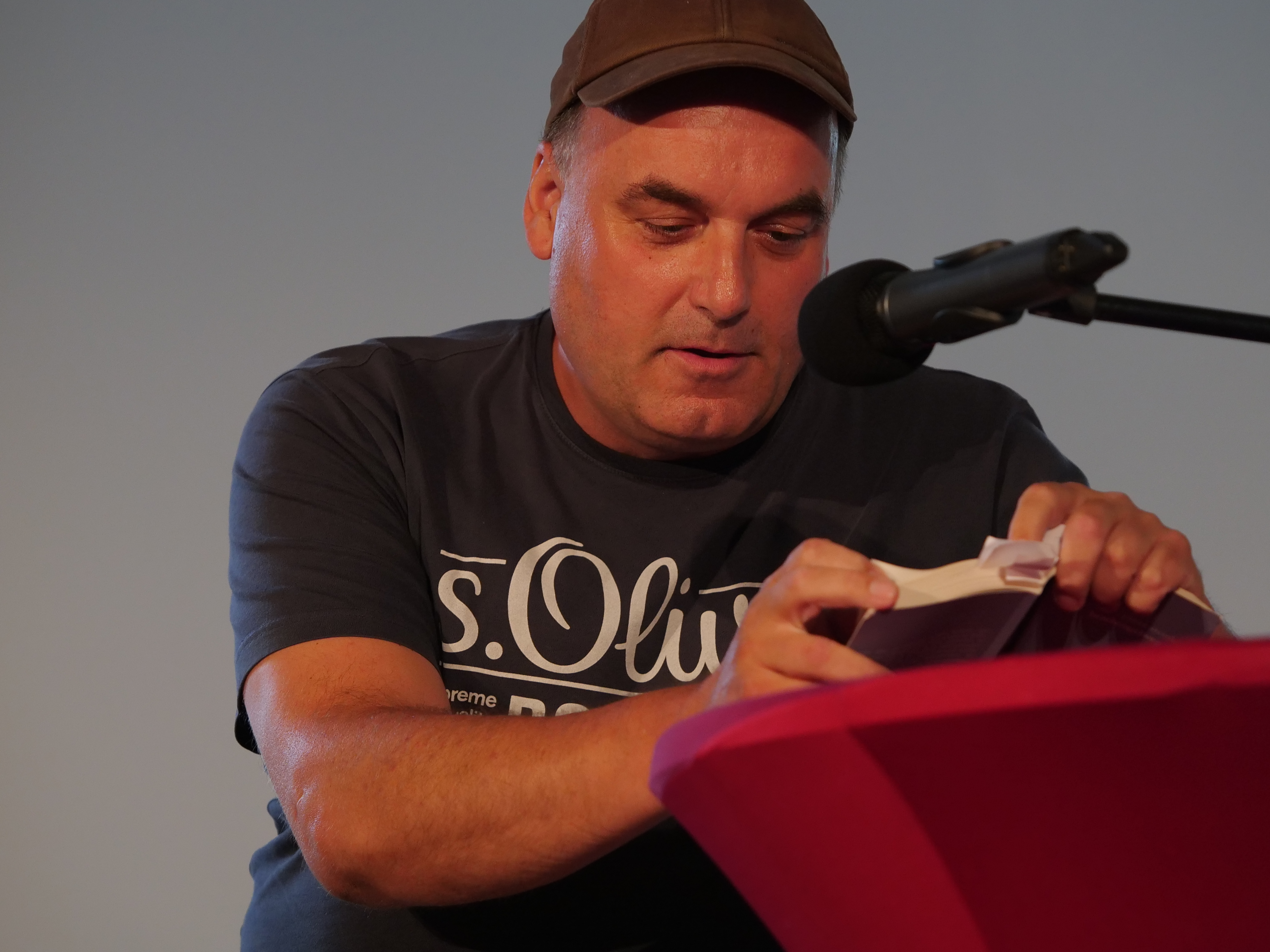
Oliver Steinke, Literaturvilla Mußbach 2022 by A. Dück

In Steinkes historischen Romanen geht es zumeist um die Revolte und Revolution gegen bestehende Verhältnisse. Besonders wie in Die Flamme der Liebe und des Aufstandes um das Verhältnis von Macht, Gewalt und Freiheit in der Revolte. Thema ist hier der Widerstand der bäuerlichen Machnobewegung gegen die russischen Bolschewiki. Steinkes Hauptpersonen sind oft Menschen aus dem Volk, auch historische wie Dachdecker Wat Tyler und Priester John Ball in Der Verrat von Mile End oder der Arbeiter Francisco Sabaté in Füchse der Ramblas. In Kaperfahrt nach Palmares wird das Schicksal der Iren thematisiert, die Mitte des 17. Jahrhunderts in die Karibik versklavt wurden, um dort auf den Zuckerrohrfeldern zu arbeiten. Sein autobiographisch gefärbter Roman Brachvogelweg 92 über die autonome Hausbesetzerszene der frühen 1990er Jahre wurde im Deutschlandfunk als „ein Buch wie ein Molotowcocktail“, beschrieben, welches „das heroische Gegenkultursetting doppelt unterlaufe“.

## Werke
- Die Flamme der Liebe und des Aufstandes. Karin Kramer Verlag, Berlin 2003
- Der Verrat von Mile End. Edition AV, Frankfurt 2003
- Das Auge des Meerkönigs. Edition AV, Frankfurt 2004
- Füchse der Ramblas. Edition AV, Frankfurt 2005
- Übersetzung aus dem Englischen: Außenseitergedichte von David Kessel. Edition AV, Frankfurt 2007
- Kaperfahrt nach Palmares. Dutschke Verlag, Neustadt Weinstraße 2011
- Wölfe im Ginster – Die Invasion der Normannen in Irland. Dutschke Verlag, Neustadt Weinstraße 2013
- Venus – Gedichte aus Licht und Dunkelheit. Zusammen mit David Kessel, Dutschke Verlag, Neustadt Weinstraße 2014
- Simon Magus – Hüter des Feuers. Das Evangelium Johannes des Täufers, BoD, Norderstedt 2017
- Brachvogelweg 92, Verlag Brot und Kunst, Haßloch 2022